# Afobaka
Afobaka ist ein Ort in Suriname im Distrikt Brokopondo.
In Afobaka befindet sich der in der Zeit von 1960 bis 1964 gebaute Staudamm am Brokopondo-Stausee. Der Damm hat eine Länge von 12 km. Zur Erschließung des Staudamms und des Ortes Afobaka wurde von der Aluminium Company of America (Alcoa) ab der Aluminiumhütte in Paranam ein 75 km langer Verkehrsweg aus bauxithaltiger Roterde gebaut. Die Wegverbindung wurde 1968 durch den Staat übernommen. Der vor allem in der Trockenzeit sehr staubige und in der Regenzeit teils schwer befahrbare Weg wurde 2009 asphaltiert. Der Staudamm mit Wasserkraftwerk ist eine Touristenattraktion und bietet eine schöne Aussicht über den Stausee. In der Nähe befindet sich ein Erholungspark mit Ferienhäusern und Schwimmbad der Suriname Aluminium Company (Suralco), einer Tochtergesellschaft der Alcoa.